# Grüner See
Le Grüner See (« lac vert ») est un lac de Styrie en Autriche, près du hameau de Tragöß dans la commune de Tragöss-Sankt Katharein.
Le lac est entouré par les montagnes du massif du Hochschwab et ses forêts. Il a la particularité de ne se remplir que pendant quelques semaines au moment de la fonte des neiges et de se vider en quelques jours. Le reste de l'année, c'est un parc naturel.
Le nom du lac provient de son eau vert émeraude. Cette eau est propre et claire car elle est issue de la fonte des neiges des montagnes karstiques. Ainsi, selon la saison, la profondeur du lac est différente, allant de 1 ou 2 mètres à près de 12 mètres. Le lac était populaire parmi les plongeurs pour sa bonne visibilité,.
L'afflux de visiteurs mettant en péril l'écosystème, l'office du tourisme a décidé d'interdire toute activité nautique à compter du 1er janvier 2016. Sans cette interdiction, le lac serait en danger de perdre sa couleur caractéristique.

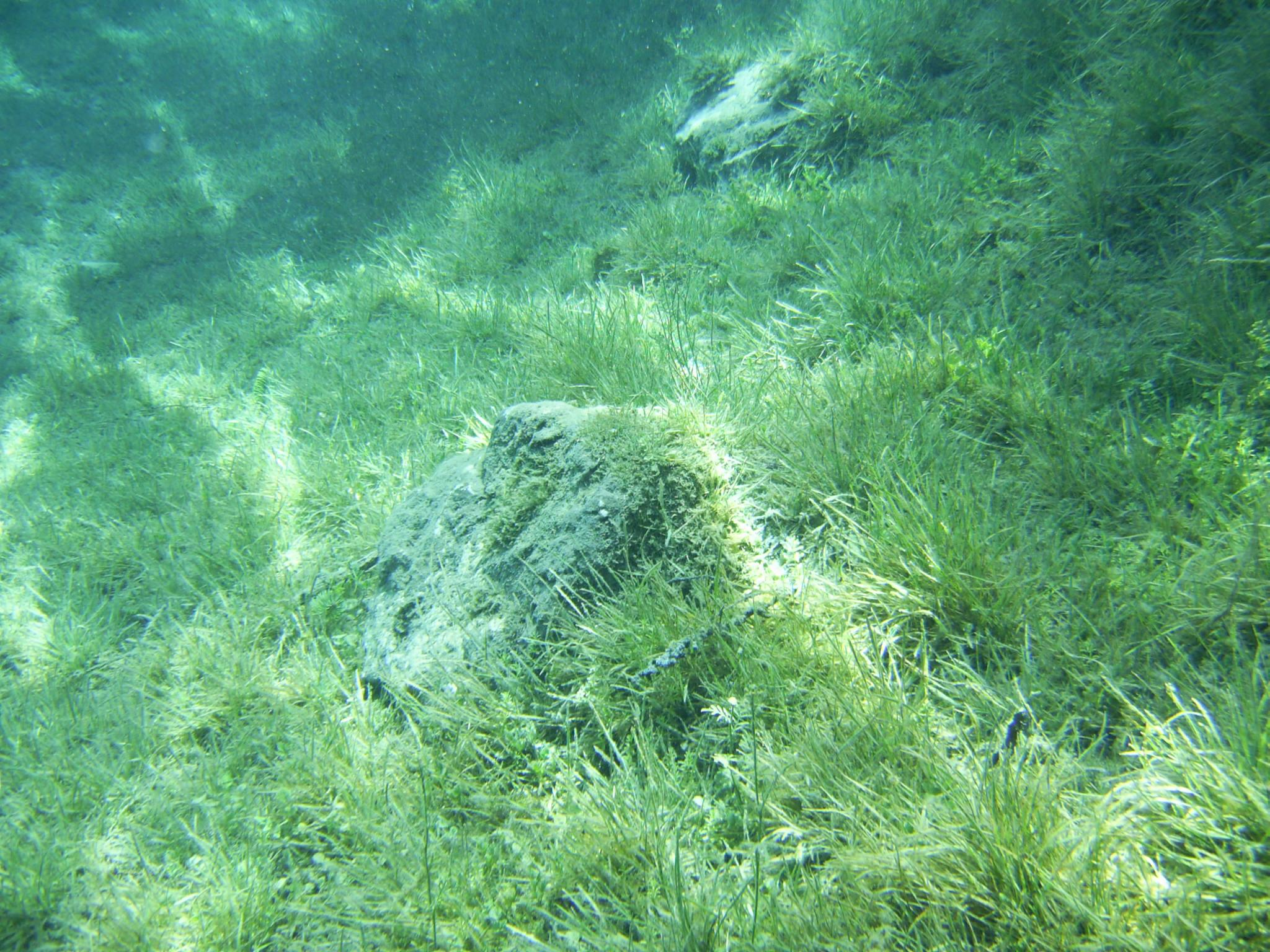
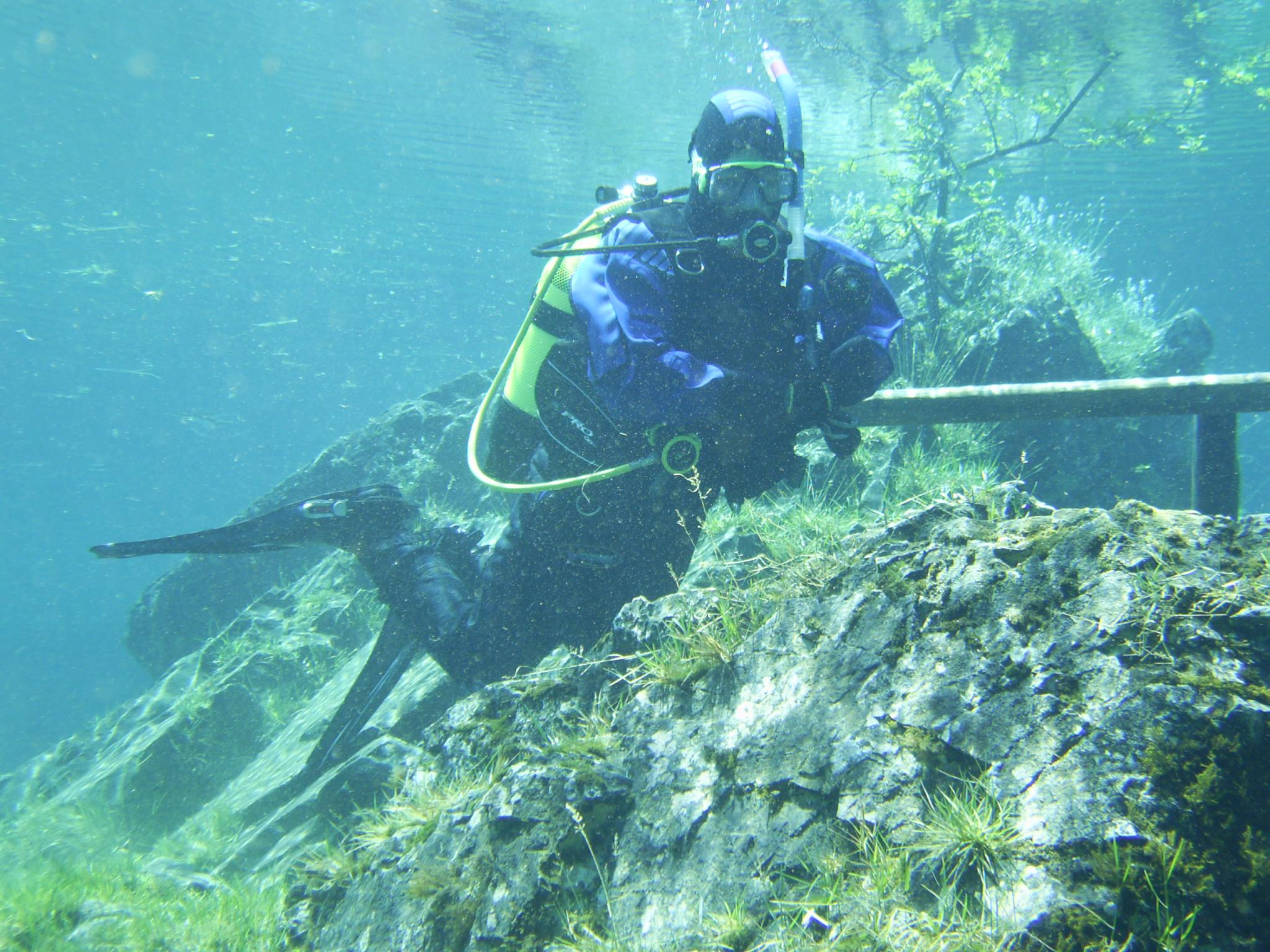
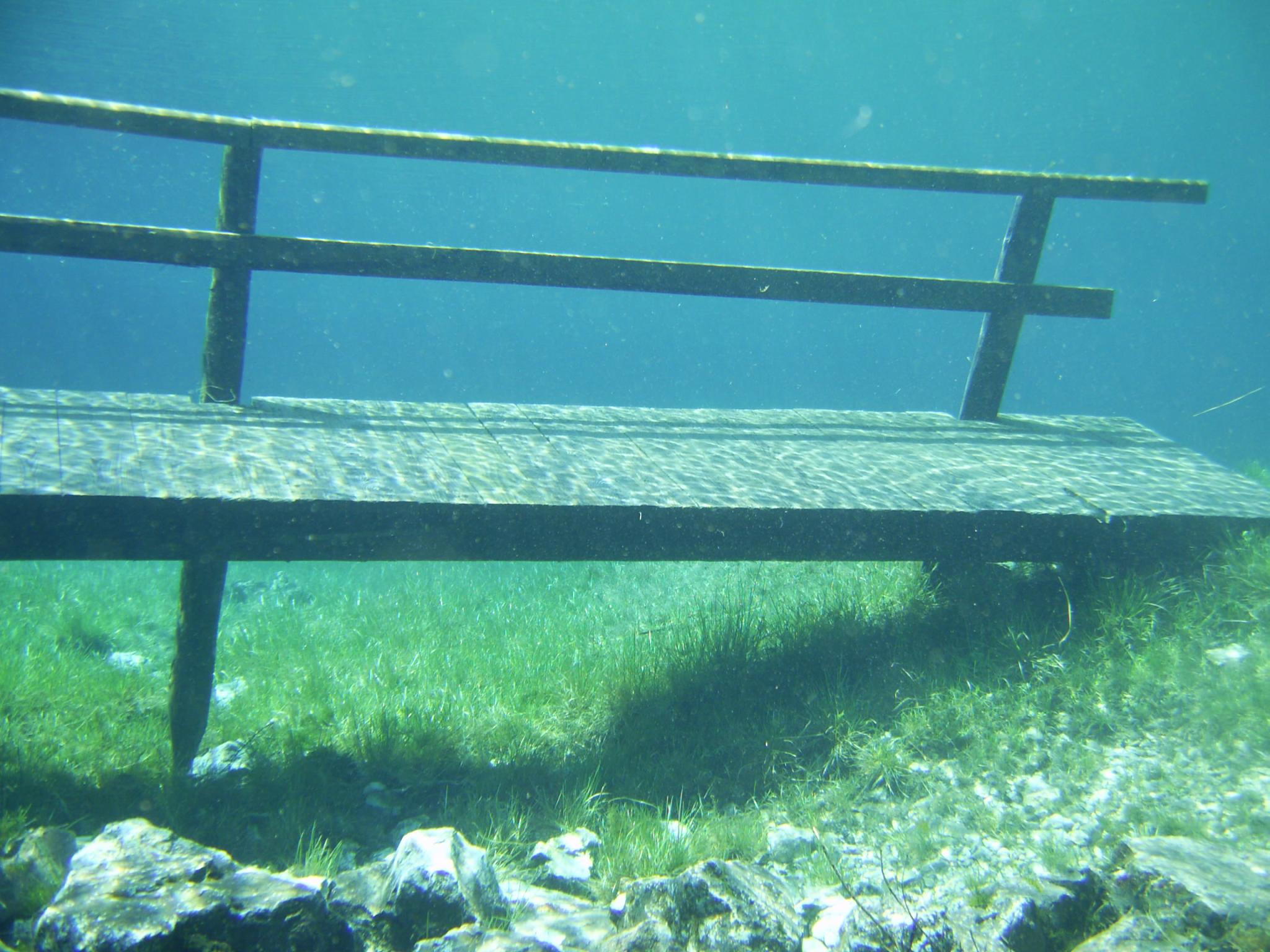
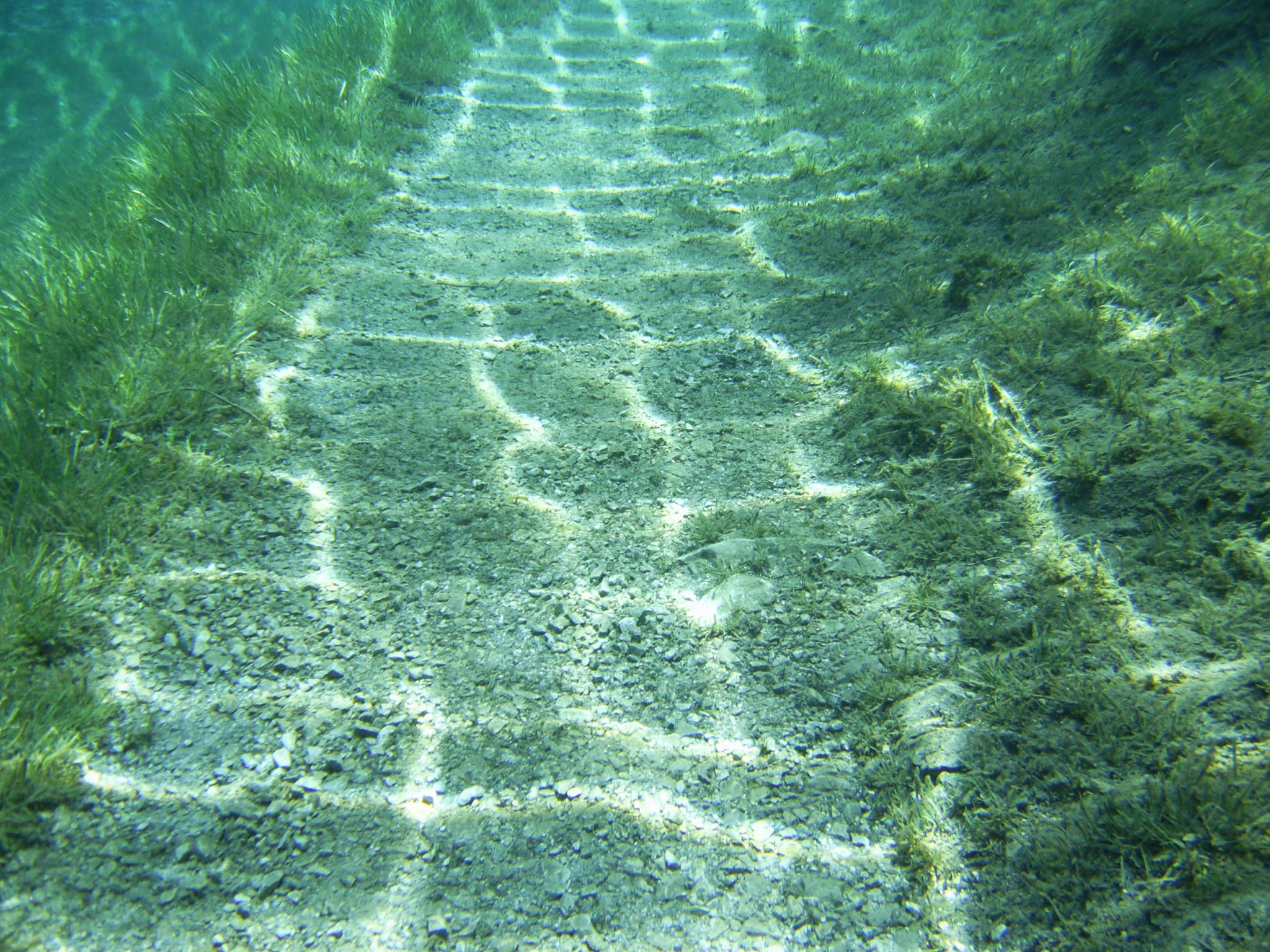